# Тэйтум, Арт
Артур «Арт» Тэйтум (англ. Arthur "Art" Tatum, род. 13 октября 1909, Толидо, Огайо, США — 5 ноября 1956, Лос-Анджелес) — американский джазовый пианист-виртуоз и композитор.  Отличительные черты его страйд-техники — частое использование гамм и арпеджио, а также перегармонизация джазовых стандартов. Его эксперименты в области мелодической и гармонической импровизации предвосхитили стиль бибопа.
Тэйтум родился слепым (врожденная катаракта), перенес серию операций и восстановил зрение одного глаза — мог различить контуры предметов. Учился в Колумбусе в школе для слепых, в 13 лет играл на скрипке и фортепиано, в дальнейшем никакого формального образования не получил. Стал выступать в клубах Толидо, играл на радио и его программы передавались на всю страну. В 1932 году приехал в Нью-Йорк как аккомпаниатор Аделаиды Холл, работал в клубе Onyx, привлекая всеобщее внимание своей уникальной манерой игры. В 1935—1936 годах руководил оркестром в чикагском клубе Three Deuces, затем вернулся в Нью-Йорк и через год собрал секстет, с которым в 1938 году выступал в Лондоне. В 1943 году собрал трио (Слэм Стюарт — контрабас, Тайни Граймс — гитара), кроме того сотрудничал с Коулменом Хоукинсом, Барни Бигардом, Милдредом Бэйли, записал дуэт с Биг Джо Тёрнером. Оказал огромное влияние на развитие джазового пианизма, среди его последователей Оскар Питерсон, Ахмад Джамал, Монти Александер, Билли Тэйлор, Тете Монтолиу и многие другие.

## Биография

### Детство и юность
Артур «Арт» Тэйтум-младший родился 13 октября 1909 года в Толидо, штат Огайо. Его отец Артур Тэйтум-старший был гитаристом и старшиной в пресвитерианской церкви, где его мать, Милдред Хоскинс, играла на фортепиано. Помимо Арта в семье было ещё двое детей — братья Карл и Арлин. С детства Артур страдал от катаракты, в результате которой почти полностью потерял зрение. Множество хирургических процедур улучшили состояние слабо видящего глаза до такой степени, что Арт смог различать контур крупных предметов, однако зрение снова ухудшилось, когда Тэйтум подвергся нападению в 1930 году в возрасте 21 года.
Будучи вундеркиндом с абсолютным слухом, Арт Тэйтум учился играть на слух, запоминая церковные песнопения, мелодии по радио и копируя фортепианные записи на пластинках, которые принадлежали его матери. Арт разработал невероятно быстрый стиль игры без потери точности. В детстве Тэйтум также был очень чувствительным к настройке пианино и настаивал, чтобы его постоянно настраивали. Кроме игры на пианино Арт проявлял невероятные умственные способности — он имел энциклопедическую память и был способен запоминать всю обширную статистику бейсбольной лиги.
В 1925 году Тэйтум пошёл в школу Коламбус для слепых, где учился музыке и изучал азбуку Брайля. Впоследствии он обучался игре на фортепиано у Овертона Рейни. Рейни, также имевший слабое зрение, предпочитал учить Тэйтума музыке в классической традиции, без импровизаций, и был обескуражен, когда его ученик заиграл джаз. Американский критик Барри Уланов в своей книге «История джаза в Америке» писал, что Тейтум «начал завоёвывать репутацию, когда его выдающаяся 15-минутная программа была подхвачена радиосетью Blue Nertwork и транслировалась по всей стране кампанией NBC». Арт уже тогда «менял гармонию исполняемых пьес, часто переходил из одной тональности в другую, вставляя проходящие аккорды». Эти новации оказали серьёзное влияние не только на пианистов, но и на джазовых музыкантов в целом. В 1927 году Тэйтум начал играть на радиостанции Toledo WSPD как «Артур Тэйтум, слепой пианист из Толидо». Вскоре у Арта уже была своя программа, а в возрасте 19 лет он стал играть в клубе Bellmens. Слухи о невероятной игре Тэйтума достигали и именитых джазовых музыкантов, в том числе Дюк Эллингтон, Луи Армстронг, Джо Тернер и Флетчер Хендерсон во время своих гастролей делали остановку, чтобы заглянуть в клуб и услышать молодое дарование.

### Музыкальная карьера
Арт Тэйтум черпал вдохновение в работах пианистов Джеймса Джонсона и Фэтса Уоллера, которые были примером фортепианного стиля страйд. Сам Арт говорил о Уоллере, как о человеке, оказавшем наибольшее на него влияние, но, по словам пианиста Тедди Уилсона и саксофониста Эдди Бэйрфилда, любимым фортепианным джазовым музыкантом Арта был Эрл Хайнс, он покупал все записи Эрла и импровизировал под них.
Тэйтум любил играть после выступлений с другими музыкантами с целью посоревноваться. С самого начала своей музыкальной карьеры он оставался победителем в этих состязаниях, которые зачастую продолжались до утра, а то и до самого начала работы. Музыканты называли эти часы после работы «after hours». Это, по-видимому, и привлекло внимание певицы Аделаиды Холл, известной своим исполнением вокальной партии без слов пьесы Эллингтона «Creole Love Call». Она обратила внимание на Тэйтума во время турне в 1932 году, и тот стал её аккомпаниатором.
Одним из главных событий в стремительном взлете Тэйтума к успеху было его появление на конкурсе в 1933 году в баре Моргана в Нью-Йорке, с участием Уоллера, Джонсона и Вилли «Лео» Смита. В конкурсе исполнялись стандарты «Harlem Strut» и «Carolina Shout» Джонсона и «Handful of Keys» Фэтса Уоллера. Тэйтум победил со своими аранжировками «Tea for Two» и «Tiger Rag».
Поначалу Арт Тэйтум работал в Толидо и Кливленде, затем переехал в Нью-Йорк и стал играть в клубе Onyx на протяжении нескольких месяцев. Он сделал свои первые четыре сольных записи на лейбле Brunswick в марте 1933 года. Позже Арт вернулся в Огайо и играл на американском Среднем Западе — Толидо, Кливленд, Детройт, Сент-Луис и Чикаго. В середине 1930-х годов он играл на радио Флейшман в часовой программе при участии Руди Валле в 1935 году. Тэйтум также играл в клубе Three Deuces в Чикаго и в Лос-Анджелесе играл в The Trocadero, Paramount и клубе Alabam. В 1937 году он вернулся в Нью-Йорк, где выступал в клубах и играл в национальных радиопрограммах. В следующем году Тэйтум выступил перед королевой Марией в Англии, где он гастролировал, также играл в течение трех месяцев в клубе Ciro. В конце 1930-х годов он вернулся в США, чтобы играть и записываться в Лос-Анджелесе и Нью-Йорке.

### 1940-е годы
В 1941 году Арт Тэйтум записал две сессии для Decca Records с певцом Биг Джо Тёрнером, одна из которых включала «Wee Wee Baby Blues», достигшую национальной популярности. Два года спустя Тэйтум стал самым популярным джазовым музыкантом по опросу Esquire Magazine. В 1943 году совместно с гитаристом Тайни Граймсом и басистом Слэмом Стюартом Арт сформировал джазовое трио. Тэйтум записывался со Стюартом и Граймсом на протяжении почти двух лет, но оставил формат трио в 1945 году и вернулся к сольной работе.
Последние два года своей жизни Тэйтум регулярно играл в Baker’s Keyboard Lounge в Детройте, там же прошло его последнее публичное выступление в апреле 1956 года.

### Поздние годы и смерть
В период с 1947 по 1950 годы происходит некоторый спад популярности Тэйтума. Считается, что популярность распространения стиля бибоп начала затмевать звёзд классического джаза. Однако известно, что Арт и виднейший пианист бибопа Бад Пауэлл выступали вместе в одной программе в клубе Birdland. Пианист Билли Тейлор, выступавший с ними в тот же день, рассказывал, что Пауэлл, выпив виски, стал хвастать, что переиграет Арта. Тэйтум мог бы тут же устроить соревнование, но заявил, что не будет сейчас с ним возиться, а утром когда тот протрезвится, всё то, что Бад сыграет правой рукой, он сам сыграет левой. На следующий день Пауэлл рано встал и долго практиковался, но Тэйтум довольно быстро одержал победу. Тем не менее Тэйтума восхищали некоторые соло Пауэлла, например, его версия «Over the Rainbow», которую он и сам блестяще исполнял.
Последние годы жизни Арт Тэйтум провел относительно безбедно, он много работал и даже снялся в кино. В фильме «Знаменитые Дорси» (1947) с ним играют братья Томми и Джимми Дорси (тромбон и кларнет), Чарли Барнет (саксофон), Рэй Баудич (барабаны), Зигги Элман (труба), Джордж Ван Эпс (гитара) и Стюарт Фостер (саксофон).
Тэйтум умер 5 ноября 1956 года в медицинском центре в Лос-Анджелесе, Калифорния, от осложнений уремии в результате почечной недостаточности. Изначально он был похоронен на кладбище Анджелус Роуздейл в Лос-Анджелесе, но в 1991 году по решению его супруги Джеральдины Тэйтум прах музыканта был перенесён в мавзолей на кладбище Глендейл. Несмотря на это надгробие на кладбище в Лос-Анджелесе также было оставлено, чтобы увековечить первое место захоронения.
Джеральдина Тэйтум была похоронена рядом со своим мужем после её смерти 4 мая 2010 года.

### Личная жизнь
Арт Тэйтум был дважды женат. Первая жена — Руби Арнольд, на которой Арт женился 1 августа 1935 года. Пара развелась в феврале 1955 года. Вторая жена музыканта — Джеральдина Уильямсон, с которой Арт зарегистрировал брак в ноябре 1955 года.
Также у Артура Тэйтума есть сын Орландо 1933 года рождения.

## Стиль и музыкальная техника
Джеймс Коллиер в своей книге «Становление джаза» писал, что Тэйтум «уже использовал арпеджио и другие пассажи, стремительно перекатывающиеся вверх и вниз по клавиатуре и ставшие потом отличительной чертой его стиля». У Тэйтума встречались и угловатые фразы, которые неожиданно прерывались на полпути совершенно другой встречной фигурой. Эти «рваные» фигуры были не столь фрагментарны, как у Эрла Хайнса. Тэйтум обычно давал новой фигуре развиться до конца.
Пианизм Тэйтума последовательно развивался от страйда к собственному стилю, для которого были характерны эксцентричные пассажи, арпеджио и неожиданные переходы в отдаленные тональности. Со временем Тэйтум в своей игре все чаще и чаще внезапно переносил мелодическую линию в другую тональность, иногда лишь на полтона отличавшуюся от начальной, иногда он менял тональность даже в пределах одного такта.
Смена тональности являлась ярким приёмом Арта, однако его частые короткие модуляции служили иной цели, они усиливали колорит музыки. Кроме того Тэйтуму нравилось подменять стандартные аккорды, к которым привыкли исполнители на духовых инструментах, новыми и непривычными аккордами. Иногда он исполнял целую серию аккордов, полностью отличавшихся от первоначальной гармонической структуры композиции, но логически связанных друг с другом и в определенный момент возвращавших его к основной мелодии.
В целом Тэйтум не просто импровизировал на определенной гармонической основе, как это было принято в джазовой практике. Он перекраивал всю гармоническую структуру мелодии. Способность Тэйтума обрамлять мелодию последовательностями нестандартных аккордов без искажения мелодической линии удивляла его коллег.
Совершенное владение гармонией была лишь частью его возможностей. Тэйтум обладал фантастической техникой, повергавшей всех в изумление. Он мог исполнять пассажи двойных тонов и сложные арпеджио в темпах, которые до этого не встречались в джазе, Тэйтум делал это легко, элегантно, без малейшего напряжения. Его аранжировка известной композиции «Tiger Rag» исполнялась в темпе 370 ударов метронома в минуту, и пианист практически не допускал отклонений от заданного темпа. В 1949 году на концерте он сыграл композицию «I Know That You Know» в ритме 450 ударов метронома в минуту, и это не было для Тэйтума упражнением в скорости, ведь налицо были представлены все характерные черты его стиля. Просто он играл быстрее других джазовых пианистов.

## Сотрудничество
Арт Тэйтум, как правило, работал и записывался без сопровождения, отчасти потому, что сравнительно немногие музыканты могли идти в ногу с его быстрыми темпами и гармоническими фразами. Другие музыканты выражали недоумение и поражались, выступая с Артом. Барабанщик Джо Джонс, записавший в 1956 году три сессии с Тэйтумом и басистом Рэдом Каллендером, рассказывал, что «чувствовал, будто его барабанная установка пылала огнём». Кларнетист Бадди Де Франко говорил, что совместное исполнение с Тэйтумом было похоже на «погоню за поездом». Сам Арт признавался, что группа тормозила его игру.
Тэйтум нелегко адаптировался к другим музыкантам в ансамбле. В начале своей карьеры он был обязан сдерживать себя, когда он работал аккомпаниатором вокалистки Аделаиды Холл. Позже он записывался с другими музыкантами, в том числе с Луи Армстронгом, Билли Холидей и другими звёздами джаза на сцене Метрополитен-опера в Нью-Йорке.

## Репертуар
Репертуар Тэйтума состоял в основном из музыки Great American Songbook — Tin Pan Alley, Broadway и другой популярной музыки 1920—1940-х годов. Он играл собственные обработки нескольких классических фортепианных пьес, в частности, большую известность ему принесло исполнение «Юморески № 7» Антонина Дворжака и «Элегии» Жюля Массне. Хотя Арт не проявил себя в качестве композитора, его версии популярных мелодий были очень оригинальными и граничили с собственными сочинениями.

## Последователи
Несмотря на то, что фортепианный джазовый мейнстрим в дальнейшем двинулся в другом направлении, транскрипции Тэйтума до сих пор популярны и часто практикуются. Однако немногие музыканты добились максимальной приближенности к мастерству Тэйтума, среди них Оскар Питерсон, Джонни Коста, Джонни Гварнери, Адам Макович, Лютер Уильямс, Стивен Майер, Кристофер Джордан и Андре Превин.
Великий русский композитор и пианист Сергей Рахманинов однажды попытался сыграть одну из пьес Тэйтума, но, не доиграв до конца, отодвинулся от рояля и сказал, что Тэйтум сыграет лучше. С восторгом об Артуре Тэйтуме также отзывался и великий русский пианист Владимир Горовиц, побывавший на многих концертах джазмена.

## Аудиозаписи
Арт Тэйтум делал коммерческие записи с 1932 года почти до самой смерти. Он записывался для Decca (1934—1941), Capitol (1949, 1952) и для лейблов Нормана Гранца (1953—1956). Тэйтум продемонстрировал замечательную память, когда записал 68 сольных треков для Гранца в течение двух дней и все, кроме трех, в один дубль. Существуют также записи с такими музыкантами, как Бен Уэбстер, Джо Джонс, Бенни Картер, Гарри Свит Эдисон, Рой Элдридж и Лайонел Хэмптон.

## Видеозаписи
Несмотря на то, что при жизни Арта Тэйтума было сделано очень малое количество видеозаписей с его выступлений, часть из них сохранилась и была использована, в частности, в документальном фильме Мартина Скорсезе «Блюз» (2003). Также живые выступления Тэйтума были показаны в документальной ленте Кена Бёрнса «Джаз», которая также включала комментарии пианиста Джимми Роулза и музыкального критика Гэри Гиддинса о жизни Арта Тэйтума. В 1947 году сам Тэйтум снялся в фильме «Знаменитые Дорси».
В начале 1950-х Арт принимал участие в шоу Стива Аллена «Tonight Show», однако записи трансляций не сохранились.
В биопике о жизни Рэя Чарльза «Рэй» режиссёра Тэйлора Хэкфорда (2004) роль Арта Тэйтума исполнил необоп-джазовый пианист Джонни О’Нил.

## Наследие и признание
В 1989 году Артуру Тэйтуму была посмертно присуждена специальная награда Grammy Lifetime Achievement Award.
С именем Тэйтума связано множество анекдотичных случаев, получивших широкое распространение. В частности сын Фэтса Уоллера рассказывал историю о том, как однажды его отец Уоллер-старший во время выступления уступил своё место Тэйтуму со словами: «Я всего лишь играю на пианино, но сегодня нам будет играть сам Бог». Другая версия этого случая описана в книге Джеймса Лестера. Он упоминает контрабасиста Чарльза Мингуса, который в своей автобиографии утверждал, что Уоллер произнёс: «О, Боже! Сегодня в клубе сам Тэйтум!».
Чарли Паркер, стоявший у истоков бибопа, испытывал огромное влияние Тэйтума на своём творчестве. Однажды, только приехав в Нью-Йорк и работая в одном из ресторанов Манхэттена посудомойщиком, Паркер услышал игру Тэйтума и произнёс: «Хотел бы я играть, как правая рука Арта Тэйтума».
Когда Оскар Питерсон был ещё совсем юным, отец дал послушать ему запись композиции «Tiger Rag» в исполнении Тэйтума. Поняв, наконец, что весь поток звуков на записи исполняется всего лишь одним человеком, Питерсон был настолько ошеломлён, что не притрагивался к фортепьяно в течение нескольких недель. В 1962 году на вопрос интервьюера о том, кто, по мнению Питерсона, является величайшим пианистом, Оскар ответил, что «лучшим пианистом из всех, кого он когда-либо знал и, возможно, узнает, был и будет Арт Тэйтум».
Джазовый пианист и преподаватель Кенни Баррон говорил, что «имеет все записи Тэйтума, но никогда их не слушает… потому что если послушает, то просто сдастся и бросит заниматься музыкой». Жан Кокто называл Тэйтума «безумным Шопеном», Каунт Бейси — восьмым чудом света, Дейв Брубек говорил, что «маловероятно появление второго Тэйтума, равно как и второго Моцарта», Диззи Гиллеспи утверждал, что «сначала все говорят об Арте Тэйтуме, затем делают глубокий вдох и продолжают разговор о других пианистах».
В 1993 году студент Массачусетского технологического института Дж. А. Байлмс вывел понятие «tatum grid», означающее «мельчайший перцепционный момент в музыке». Явление было названо в честь Арта Тэйтума.
В 2007 году Sony Masterworks совместно со студией Zenph с помощью продвинутых компьютерных технологий восстановили 4 трека, которые Арт Тэйтум исполнял 21 марта 1933 года и 9 треков с живого концерта в Лос-Анджелесе, проведённого 2 апреля 1949 года. 13 восстановленных таким образом композиций вошли в пластинку Piano Starts Here: Live from The Shrine.
В 2009 году на родине Тэйтума в Толидо был установлен мемориальный памятник в виде фортепианной клавиатуры, взмывающей в небо.

## Избранная дискография
- At Shrine Auditorium (Columbia, 1949)
- Art Tatum Asch (Jazz after hours, 1950)
- Tatum Piano (Remington, 1950)
- Battle of Jazz, Vol. 2 (Brunswick, 1953)
- Makin' Whoopee (Verve, 1954)
- Tatum-Carter-Bellson (Clef Records, 1954)
- The Three Giants (Verve, 1954)
- Art Tatum Concert (Columbia, 1954)
- Still More of the Greatest Piano of Them All (Verve, 1955)
- The Incomparable Music of Art Tatum (Verve, 1955)
- Quartet (Verve, 1955)
- The Art Tatum-Roy Eldridge-Alvin Stoller Trio (Clef Records, 1955)
- Presenting the Art Tatum Trio (Clef Records, 1956)
- Art Tatum & Ben Webster Quartet (Palm Grove, 1956)
- The Tatum Touch (Columbia, 1956)